# Terra Militaris
Terra Militaris – przeglądarkowa, strategiczna gra czasu rzeczywistego MMO stworzona przez chińskie studio Suzhou Snail Electronic Co., Ltd. (Snail Games). Wydana w Europie 27 listopada 2010 roku, przez gPotato Europe, portal z grami online firmy Gala Networks Europe.

## Rozgrywka
Rozpoczynając grę gracz jest zmuszony wybrać jedną z czterech starożytnych cywilizacji. Do wyboru ma jedną z historycznych nacji: Rzym, Egipt, Persję i Chiny. Każda nacja posiada inne bonusy, m.in. Chiny mają szybszą rozbudowę miast oraz zwiększoną produkcję żywności o 20%. Każda cywilizacja posiada także specjalne jednostki, np. Egipski Rydwan Anubisa, czy Perski Słoń Bojowy. Po wyborze nacji oraz podaniu nazwy postaci oraz miasta, rozpoczyna się samouczek w formie zadań otrzymywanych od bohaterów niezależnych w pałacu stolicy. Zadania te zaprojektowane są z myślą o wprowadzeniu graczy w mechanikę gry. Gracz zaczyna grę z małą armią oraz wysokiej jakości bohaterem.
Gracze rozpoczynają z małą osadą w architektonicznym stylu cywilizacji, którą wybrali, ale z czasem mogą poszerzać swoje terytorium, rozwijać miasto i budować nowe obozy wraz z postępem w grze. Na samym początku osada składa się z Ratusza, Koszarów i Domu cywili. Dzięki zadaniom otrzymanym podczas trwania samouczka, gracze uczą się jak budować kolejne budynki, ulepszać je, trenować jednostki i wynajdować umiejętności ulepszające wiele z aspektów ich imperium. Maksymalny poziom każdego z budynków to 20, każdy kolejny poziom wymaga odpowiednio więcej czasu i zasobów aby go postawić. W Terra Militaris do dyspozycji jest pięć zasobów, których używa się do wszelkich konstrukcji: żywność, drewno, kamień, metal oraz złoto. Produkowane są one w granicach miasta, a wielkość produkcji można zwiększyć poprzez umiejętności i ulepszenia. 
Bohaterowie są drugim głównym elementem gry, zaraz po rozbudowywaniu cywilizacji. Bohaterowie są liderami imperialnych armii gracza i są również silną jednostką na polu bitwy. Dzięki bohaterom gracza, wojska mogą maszerować po mapie świata i plądrować, pobierać podatki oraz przeprowadzać zwiad w miastach innych graczy. Dodatkowo może on zgłosić bohatera do walk na Arenie lub wysłać na podbicie neutralnych ziem. Każdy bohater, zdobywa poziomy przez zbieranie punktów doświadczenia, pokonując przeciwników w walce oraz może zakładać zbroje, bronie i akcesoria zdobyte jako łupy.
Terra Militaris to MMORTS, a na jednym serwerze może się znajdować pomiędzy kilkaset a kilka tysięcy graczy. 

## Walka
Walka jest głównym aspektem Terra Militaris. Aby zdobywać doświadczenie i przedmioty dla bohaterów, gracz musi niszczyć potwory i armie, napadać na neutralne terytoria i ich kaplice oraz atakować i bronić się przed innymi graczami. Bohaterowie wraz ze zdobytym doświadczeniem, mogą zwiększyć wielkość dowodzonej przez nich armii oraz siłę ich żołnierzy. Dodatkowo posiadają unikalne umiejętności, dzięki którym mogą jeszcze bardziej zwiększyć możliwości bojowe swojej armii podczas bitwy.
Bitwy można kontrolować manualnie, lub pozwolić aby rozegrały się automatycznie, co powoduje, że bitwa kontrolowana jest przez system SI. W każdym momencie gracz może dołączyć lub wyjść z pola bitwy. Przed rozpoczęciem bitwy, jest krótki okres, w czasie którego, gracz może zdecydować czy będzie kontrolował wojsko czy nie. Gdy bitwa się rozpocznie, gracz ma trzy minuty aby pokonać przeciwnika. W zależności z kim lub czym się walczy, bohater otrzyma doświadczenie, zasoby i/lub przedmioty. Po przegranej, jednostki należy ponownie wytrenować w mieście, lecz bohater nigdy zupełnie nie ginie.

## Cele gry
W zależności od stylu gry, jest wiele celów jakie można osiągnąć. Jeden gracz może chcieć posiadać najwięcej terytoriów, więc skoncentruje się na rozwoju wpływów poprzez świątynie i misjonarzy. Inni gracze mogą zechcieć się połączyć i stworzyć gildię aby podbić jak najwięcej terytoriów i okradać wrogie miasta. Jeszcze inni gracze mogą chcieć być najlepszymi w walce 1 na 1 na arenie i stanąć na pierwszym miejscu w rankingu.

## Gildie
Terra Militaris wymaga od graczy łączenia się w gildie w celu osiągnięcia jakichkolwiek długoterminowych podbojów. Gracze dołączający do gildii prowadzą wojny na neutralnych terytoriach, budują tam nowe obozy i konkurują z innymi cywilizacjami. W przyszłości, gildie będą mogły prowadzić kampanie o kontrolę nad miastami jak Madryt, Aleksandria czy Dali. 

## Odbiór gry
Terra Militaris otrzymała 8 na 10 na stronie OnRPG.com. Terra Militaris została nominowana do “Best of gamescom 2010” (“Najlepsza gra gamescom 2010“) przez GamingXP.com. Terra Militaris otrzymała wynik 12/13 od magazynu o grach T1. Terra Militaris jest nominowana na Most Popular Browser Game of 2010 (Najbardziej popularna gra 2010) przez na stronie BBGsite.com.